# Yannick Bertrand
Yannick Bertrand (Thonon-les-Bains, 18 agosto 1980) è un ex sciatore alpino francese specialista della discesa libera.
È cugino di Olivia, a sua volta sciatrice alpina di alto livello.

## Biografia
Bertrand, residente a Saint-Gervais-les-Bains e attivo in gare FIS dal dicembre del 1996, esordì in Coppa Europa il 7 dicembre 1999 a Valloire in slalom gigante, senza completare la gara, e in Coppa del Mondo l'8 dicembre 2001, in occasione della discesa libera di Val-d'Isère che chiuse al 53º posto. Nella sua seconda gara nel massimo circuito internazionale, il 2 marzo seguente, si piazzò per la prima volta tra i primi trenta, ottenendo così i suoi primi punti: sulle nevi di Kvitfjell arrivò infatti 28º in discesa libera. Il 30 gennaio 2003 conquistò ad Altenmarkt-Zauchensee in discesa libera la sua unica vittoria, nonché primo podio, in Coppa Europa.
Tra il 2005 e il 2007 visse le sue stagioni agonistiche migliori. Nel 2005 venne convocato per i Mondiali di Bormio/Santa Caterina Valfurva, suo esordio iridato, dove ottenne il 29º posto nella discesa. Durante la stagione 2005-2006 conquistò i suoi primi due piazzamenti nei primi dieci in gare della Coppa del Mondo e in febbraio rappresentò il suo Paese ai XX Giochi olimpici invernali di Torino 2006, sua unica presenza olimpica, ottenendo il 24º posto sia nella discesa libera sia nel supergigante). Nel 2007 arrivò 4º nella discesa di Val-d'Isère del 20 gennaio, valida per la Coppa del Mondo (suo miglior piazzamento nel circuito in carriera), e disputò i Mondiali di Åre, dove si classificà 18º nella discesa libera.
Il 27 gennaio 2010 ottenne a Les Orres in discesa libera il suo ultimo podio in Coppa Europa (3º) e l'anno dopo ai Mondiali di Garmisch-Partenkirchen 2011, suo congedo iridato, si piazzò 29º nella discesa libera. Si ritirò durante la stagione 2013-2014 e la sua ultima gara in carriera fu la discesa libera di Coppa del Mondo disputata a Wengen il 18 gennaio, chiusa da Bertrand al 55º posto.

## Palmarès

### Coppa del Mondo
- Miglior piazzamento in classifica generale: 37º nel 2012

#### Coppa del Mondo - gare a squadre
- 1 podio:
  - 1 terzo posto

### Coppa Europa
- Miglior piazzamento in classifica generale: 13º nel 2003
- 6 podi:
  - 1 vittoria
  - 2 secondi posti
  - 3 terzi posti

#### Coppa Europa - vittorie
| Data            | Località              | Paese   | Specialità |
| --------------- | --------------------- | ------- | ---------- |
| 30 gennaio 2003 | Altenmarkt-Zauchensee | Austria | DH         |

Legenda:

DH = discesa libera

### South American Cup
- Miglior piazzamento in classifica generale: 8º nel 2012
- 5 podi:
  - 4 secondi posti
  - 1 terzo posto

### Campionati francesi
- 10 medaglie[2]:
  - 5 ori (discesa libera nel 2005; discesa libera nel 2008; discesa libera nel 2009; discesa libera nel 2010; discesa libera nel 2013)
  - 3 argenti (discesa libera nel 2004; supergigante nel 2011; supergigante nel 2013)
  - 2 bronzi (supergigante nel 2005; supergigante nel 2009)